# Hochwasserrückhaltebecken Gnadental
Das Hochwasserrückhaltebecken Gnadental, auch Sailach-Stausee genannt, ist ein Stausee der Waldenburger Berge nördlich von Michelfeld-Gnadental im Landkreis Schwäbisch Hall in Baden-Württemberg. Das Hochwasserrückhaltebecken wird vom Wasserverband Fichtenberger Rot betrieben. Der kleine Fluss Bibers wird hier von einem 18 m hohen und 170 m langen Erddamm aufgestaut.
In der Angelsaison vom 1. Juni bis 31. Oktober kann man hier folgende Hauptfischarten angeln: Karpfen, Schleien, Zander, Forellen und verschiedene Weißfischarten und weitere.